# Delia madagascariensis
Delia madagascariensis är en tvåvingeart som beskrevs av Ackland 2008. Delia madagascariensis ingår i släktet Delia och familjen blomsterflugor.
Artens utbredningsområde är Madagaskar. Inga underarter finns listade i Catalogue of Life.